# 5 Pointz LIC
5 Pointz LIC, auch 5Pointz LIC, ist ein Gebäudekomplex im Stadtbezirk Queens in New York City, Vereinigte Staaten. Er besteht aus zwei Hochhäusern, die an Stelle der Kunststätte und des Graffiti-Mekkas 5 Pointz errichtet wurden.

## Lage
5 Pointz LIC befindet sich in Hunters Point im Stadtteil Long Island City an der Jackson Avenue zwischen der Davis Street und Crane Street. Entlang der Davis Street führt als Hochbahn die Linie  der New York City Subway direkt am Komplex vorbei. An der südöstlichen Grundstücksgrenze verlaufen die Bahngleise der Long Island Rail Road (LIRR).

## Beschreibung
Der Wohnkomplex wurde von dem Architekturbüro HTO Architect entworfen und von 2015 bis 2019 erbaut. Bauherr und Eigentümer ist das Immobilienunternehmen G&M Realty. Das höchste Gebäude, der Wolkenkratzer 5 Pointz North Tower, erreicht eine Höhe von 151,8 Meter (498 Fuß) und besitzt 48 Stockwerke. Er nimmt mit Stand April 2025 den 15. Platz der höchsten Gebäude in Queens ein. Der zweite Wohnturm ist der 5 Pointz South Tower mit einer Höhe von 134,1 Meter (440 Fuß) und 42 Stockwerken (Platz 19).
Der Wohnkomplex verfügt über ein geschlossenes architektonisches Design mit einigen Rücksprüngen und einer Mischung aus großen Fenstern, mit beigefarbenen Steinplatten verkleideten Vorhangfassaden und verglasten mehrstöckigen Gebäudekronen. Beide Wohntürme haben eine mit 45° abgewinkelte Struktur, sie verbindet ein drei- bis fünfgeschossiger Sockel. Die Innenarchitektur ist eine Hommage an die vormalige Kunststätte 5Pointz, das ein Logo im Graffiti-Stil und weitere ähnliche Kunstwerke in den öffentlichen Innenräumen zeigt. Des Weiteren schmücken einige großformatige Wandbilder und Graffitis die Fassade des Parkhauses in der Davis Street. Der Komplex bietet insgesamt 1115 Mietwohnungen, darunter 223 mit Mietminderung.
Den Bewohnern stehen unter anderem ein Fitnesscenter, mehrere Lounges, Partyräume, Kinderspielzimmer und mehrere Terrassen mit Grills und Sonnendecks zur Verfügung. In den unteren Etagen befinden sich 20 Künstlerateliers und Galerien, 3700 m² Einzelhandelsfläche und ein öffentliches Parkhaus mit 262 Plätzen.
Die nächstgelegenen U-Bahn-Stationen sind ein Block nordöstlich die unterirdische Station Court Square mit der Linie  nach Brooklyn und die  Hochbahn-Station Court Square der Linie  nach Manhattan.

## Galerie

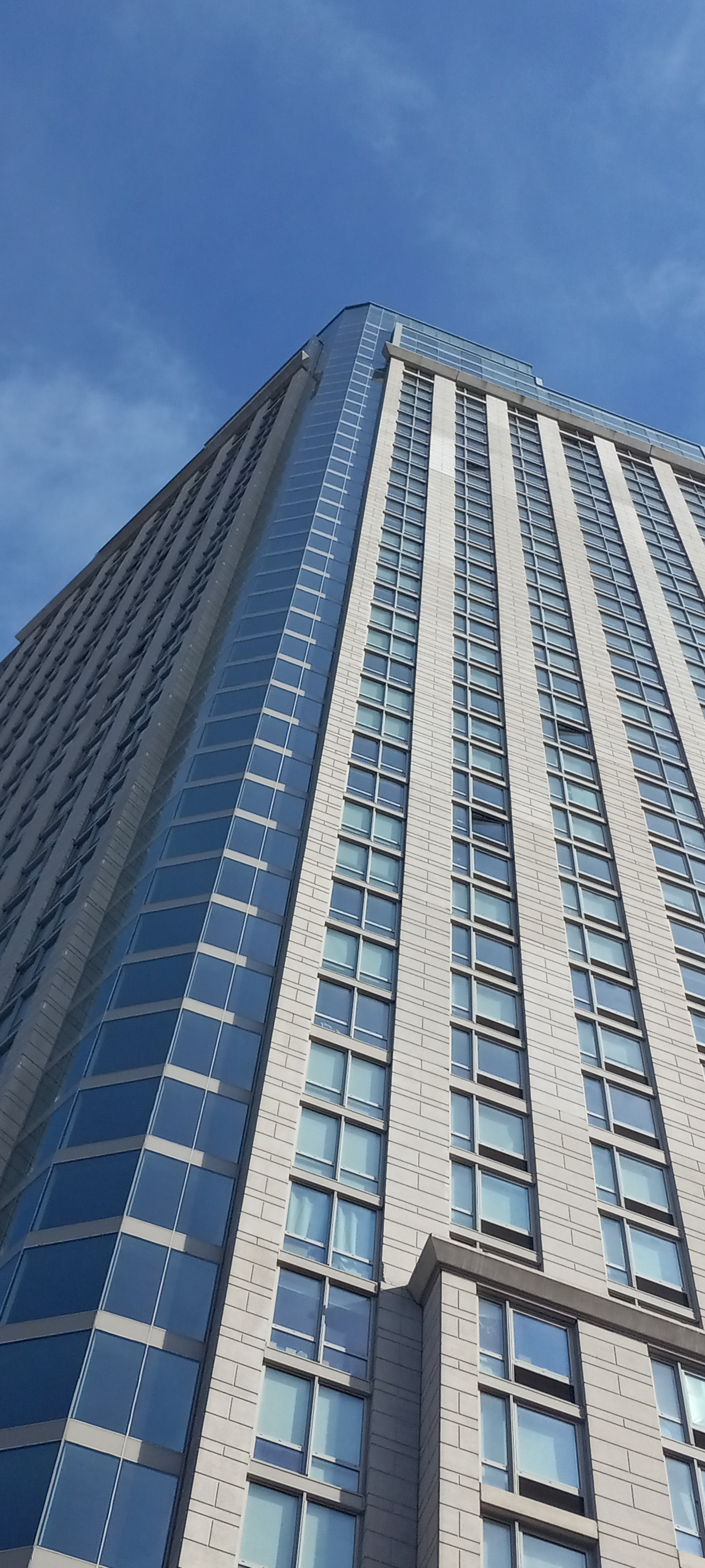
Verglaste Gebäudeecke vom Nordturm an der Ecke Jackson Avenue/Crane Street
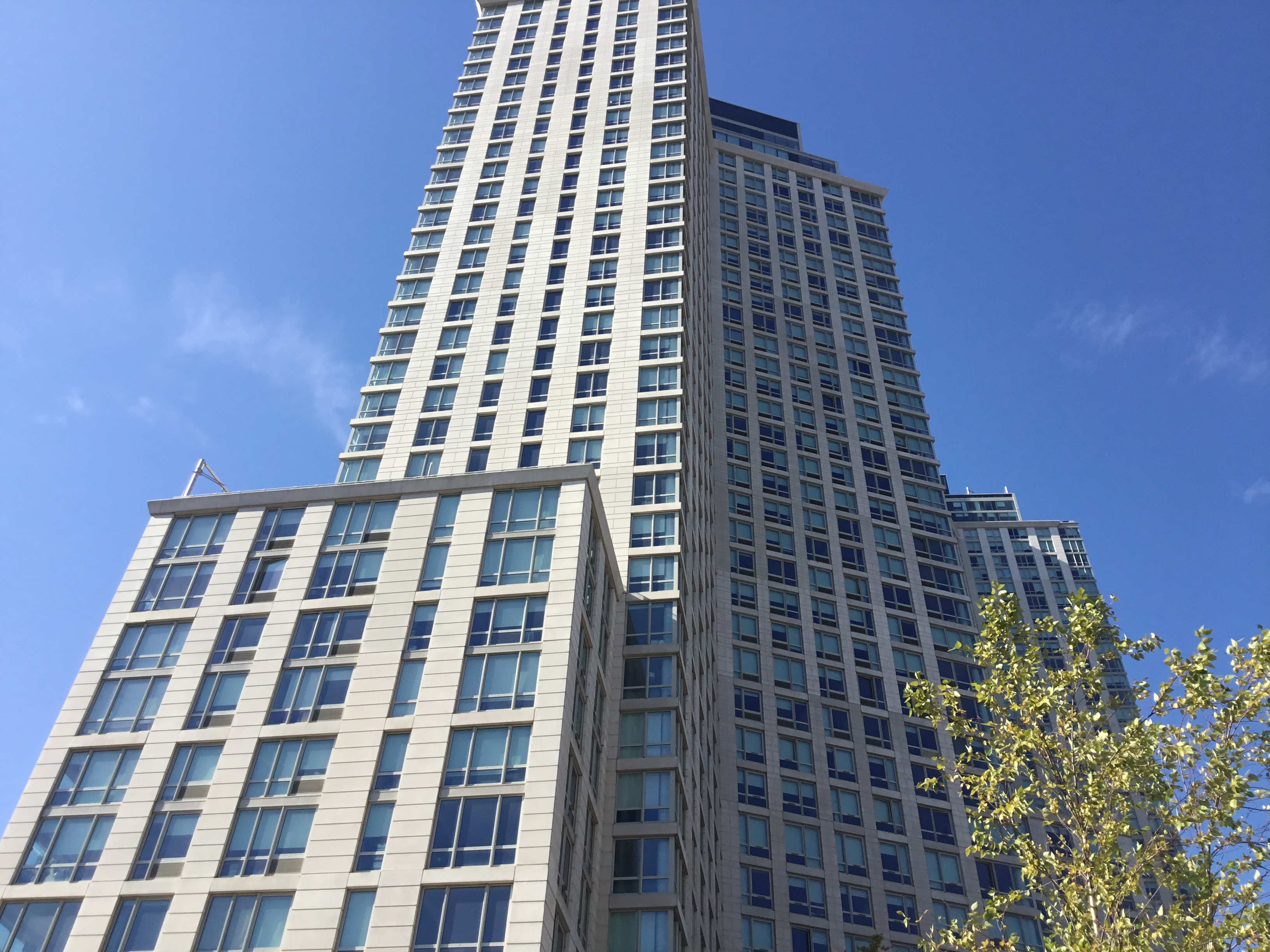
5 Pointz South Tower im Oktober 2022
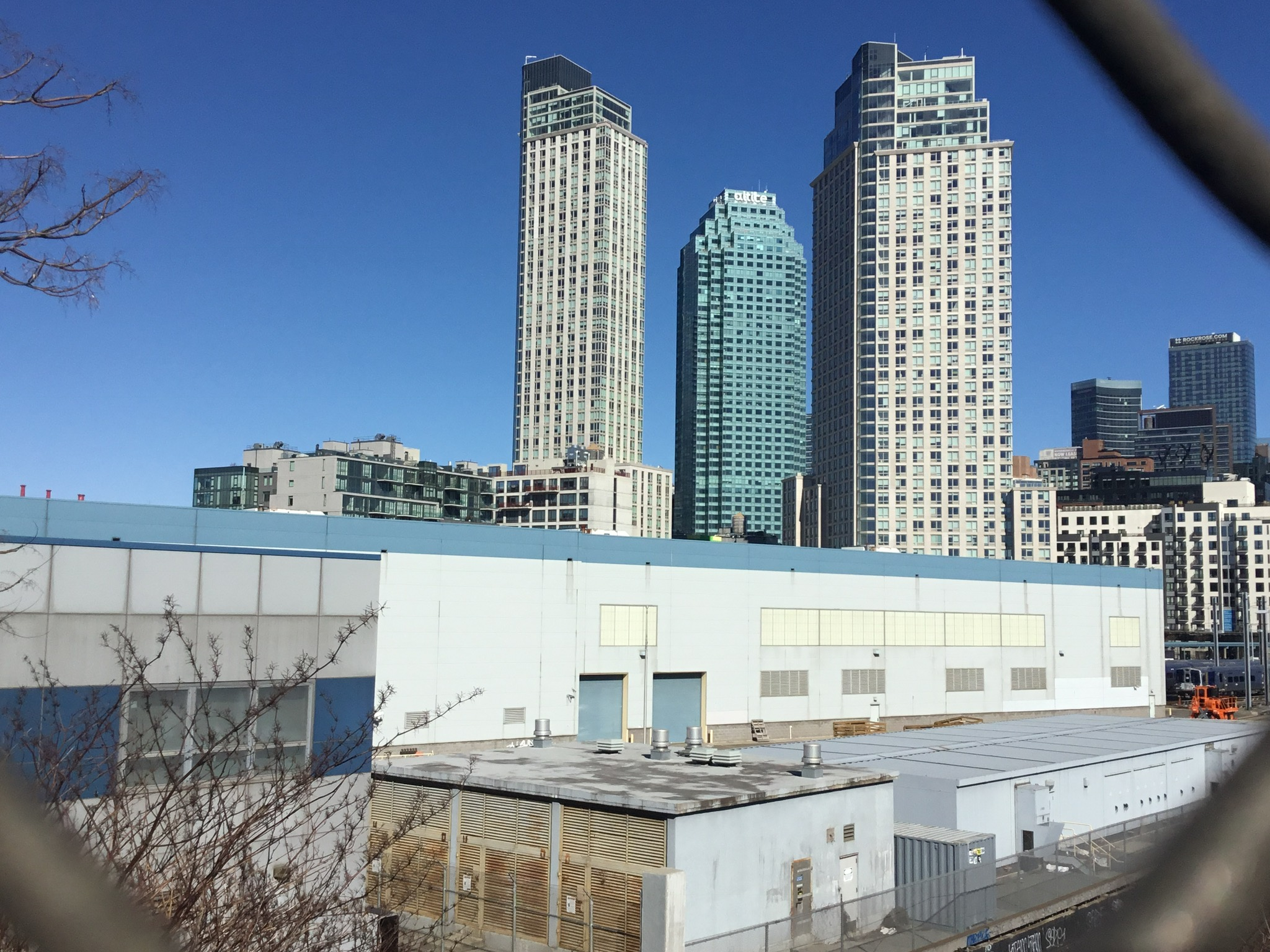
5 Pointz LIC: links North Tower, rechts South Tower (Mitte One Court Square)
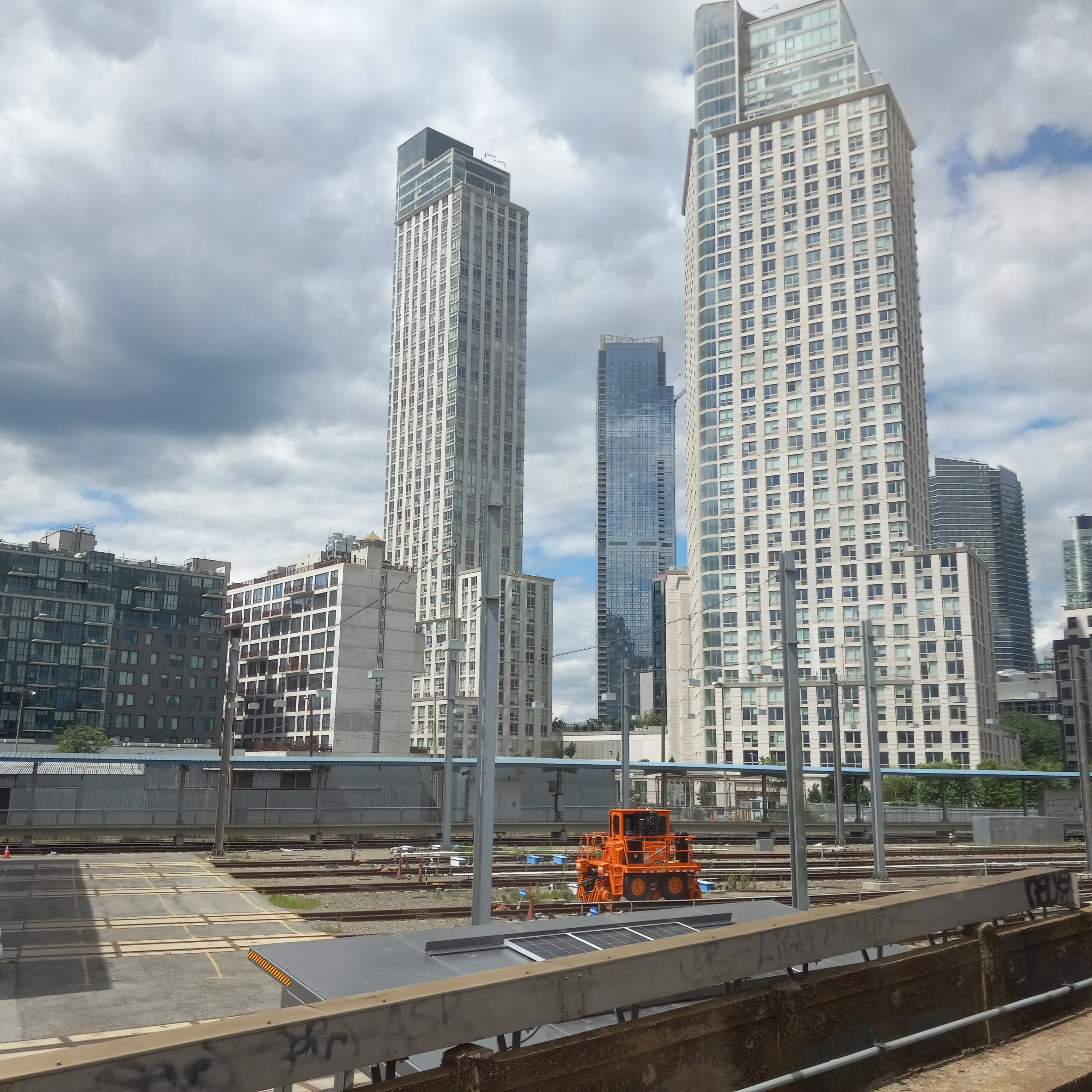
5 Pointz LIC im Juni 2024 (Mitte: Skyline Tower)
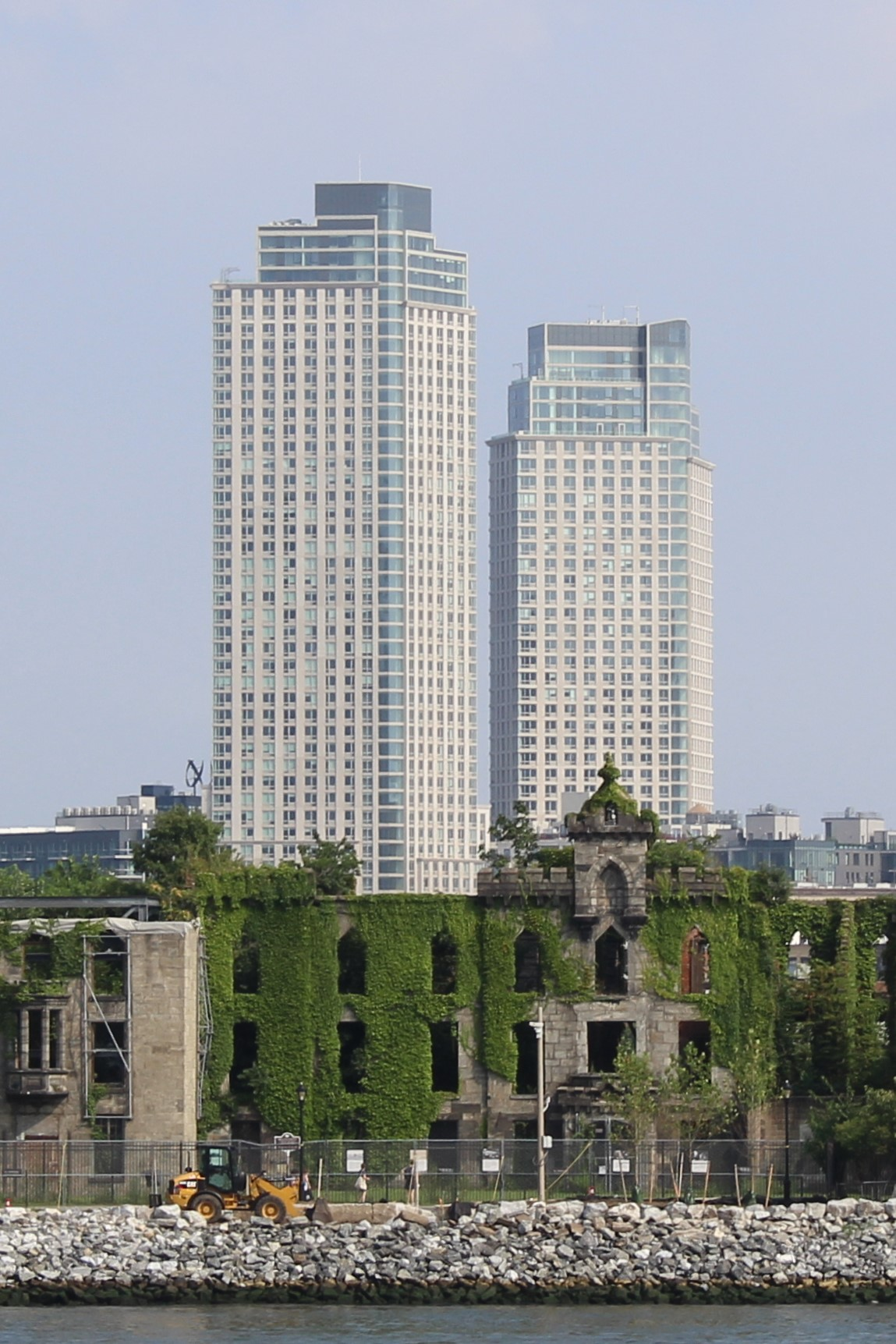
Blick von Manhattan über das Smallpox Hospital auf Roosevelt Island zu den 5 Pointz Towers

## 5 Pointz
Der Wohnkomplex 5 Pointz LIC entstand auf dem Grundstück des ehemaligen 5 Pointz: The Institute of Higher Burnin oder 5Pointz Aerosol Art Center, Inc., kurz 5Pointz, das eine Stätte für Straßenkunst wie Graffiti und Wandmalereien war. Der ehemalige Industriekomplex zog infolge seines Rufs als Zentrum der Graffiti-Szene, auch genannt als „Graffiti-Mekka“, neben einheimischen Künstlern auch Aerosolkünstler aus der ganzen Welt an. Jerry Wolkoff von G&M Realty erwarb Anfang der 1970er Jahre den Industriekomplex, richtete 1993 in den Gebäuden Künstlerateliers ein und ließ den Komplex 2014 zugunsten der neuen Wohngebäude abreißen.